# Авонбіоджу
Авонбіоджу (д/н — 1750 або 1754) — 25-й алаафін (володар) держави Ойо.

## Життєпис
Поставлений на трон завдяки басоруну (першому міністру) Ґаа. Втім невдовзі вступив з ним у конфлікт, намагаючись відновити владу алаафіна. Тому вже через 130 днів Авонбіоджу повалили й змусили до самогубства.
Новим володарем Ойо басорун Ґаа поставив Агболуадже.